# Dokter Weetal
Dokter Weetal of Dokter Alwetend is een sprookje dat werd verzameld door de gebroeders Grimm voor Kinder- und Hausmärchen en kreeg het volgnummer KHM98. De oorspronkelijke naam is Doktor Alwissend.

## Het verhaal
Een boer heet Kreeft en hij heeft met twee ossen een vracht hout naar de stad gebracht en hij ziet een dokter aan tafel eten en drinken. Hij vraagt of hij ook dokter kan worden en hij hoort hoe dit in zijn werk gaat. Hij noemt zich dokter Weetal en als er geld gestolen wordt komt de heer hem vragen waar het is. Zijn vrouw Griet gaat ook mee en ze komen bij het adellijke landgoed en ze eten mee. Boer Kreeft zegt iets tegen zijn vrouw en de bediende voelt zich betrapt, ook de tweede bediende denkt dat boer Kreeft hem door heeft. De derde en vierde brengen kreeften in een schaal met een deksel er op en de heer denkt dat dokter Weetal alles weet. De vier bedienden biechten buiten op dat zij het geld gestolen hebben, maar vragen dokter Weetal hen niet te verlinken. Ze brengen hem naar de plek waar het geld verborgen ligt en de vijfde bediende heeft zich in de haard verstopt en wil weten of dokter Weetal nog meer weet. Hij voelt zich ook betrapt en springt uit de haard en dokter Weetal wijst de heer de plek waar het geld ligt. Hij vertelt niet hoe hij dit te weten is gekomen en kreeg van twee kanten geld. Hij werd een beroemd man.

## Achtergronden
- Het sprookje komt uit Zwehrn in Nederhessen.
- Het verhaal heeft zijn wortels waarschijnlijk in het Oosten en was in de volkstraditie wijdverbreid. Het heeft een literaire oorsprong en kwam in de oude wereld overal voor.
- Een opgegeven raadsel was vroeger meer dan amusement, denk ook bijvoorbeeld aan het Bijbelverhaal over Simson en de Odinsvraag. Het raadsel speelt een grote rol in Vafþrúðnismál (het lied van Vafthrudnir uit de Edda). Het speelt ook in andere sprookjes een rol, zoals in Het raadsel (KHM22), Repelsteeltje (KHM55), De verstandige boerendochter (KHM94), De volleerde jager (KHM111), Het snuggere snijdertje (KHM114), De duivel en zijn grootmoeder (KHM125), De zes dienaren (KHM134), Het herdersjongetje (KHM152) en Raadselsprookje (KHM160). Zie ook Het raadsel, een volksverhaal uit Suriname.